# Джурабаев, Мурат Надырович
Мура́т Нады́рович Джураба́ев (узб. Murat Nadirovich Joʻraboyev; 25 декабря 1905, Казалинск, Казалинский уезд, Сырдарьинская область, Туркестанский край, Российская империя — 18 января 1963, Москва, СССР) — советский узбекский государственный и партийный деятель. Первый секретарь Бухарского обкома КП Узбекистана (1953—1956).

## Биография
Родился в семье бедного декханина, до революции ходил в местную русскую школу; наряду с узбекским, таджикским, персидским и русским языками, мог читать по-арабски и владел немецким языком. В 14 лет из-за эпидемии холеры потерял родителей и, оставшись старшим в семье, воспитывал брата и двух сестёр. Работал переводчиком в ЧК, в конце 20-х годов — секретарём ЦИК в Самарканде (тогдашней столице Узбекистана), затем секретарём райисполкома.
С начала 30-х годов — преподаватель, а с 1933 г. — директор Ташкентского педагогического техникума и заведующий отделом народного образования. В 1931 г. вступил в ВКП(б); с 1934 г. зав. отделом пропаганды и агитации, с 1934 г. — секретарь Октябрьского райкома партии г. Ташкента. В 1937 г. с началом Ежовщины был подвернут травле в газетных статьях, объявивших его немецким и итальянским шпионом и врагом народа, восстанавливавшим местное население против советской власти (якобы устраивая свинарники в мечетях). Вскоре он был исключён из партии и уволен с работы, а его жене Ф. А. Астафьевой предлагали публично осудить мужа. В ожидании ареста, всегда стремившийся повышать образовательный уровень, он тайно посещал занятия на экономическом отделении факультетa советского хозяйства САГУ, прослушав лекции за четыре года. По завершении Большого террора и в связи со сменой руководства НКВД был оправдан выездной комиссией из Москвы и в 1939 г. восстановлен в партии и на партийной работе.
В 1940-42 гг. — секретарь Верхне-Чирчикского райкома, в 1943-44 гг. — заведующий отделом пропаганды и агитации Ташкентского обкома КП УзССР. В 1944-52 гг. работал на должности первого секретаря Сурхандарьинского обкома. По окончании в 1953 г. курсов при Академии общественных наук, в 1953-56 гг. был первым секретарём Бухарского обкома, также был членом ЦК компартии Узбекистана, избирался депутатом Верховного Совета УзССР 2 и 3 созывов. В 1954-58 гг. избирался депутатом Верховного Совета СССР 4 созыва, в 1956 г. был делегатом XX съездa КПСС.
В 1956 г. в связи с усилением власти Н. С. Хрущёва, главой Комитета Партийного Контроля при ЦК КПСС был назначен Н. М. Шверник, а состав КПК был обновлён. М. Н. Джурабаев был назначен членом КПК, и проработал в этом качестве с 1956 г. до своей смерти в январе 1963 г., занимаясь реабилитацией жертв политических репрессий. В своих воспоминаниях другой член КПК, О. Г. Шатуновская, подвергавшаяся при Н. С. Хрущёве травле за расследование секретных материалов о роли Сталина в убийстве Кирова, отмечает редкую честность и принципиальность Джурабаева (см. http://www.sakharov-center.ru/asfcd/auth/auth_pagesde79-2.html?Key=20705&page=322). М. Н. Джурабаев перенёс инфаркт в декабре 1962 г. и скончался в больнице в январе 1963 г. Решением правительства должен был быть похоронен на Новодевичьем кладбище, но по настоянию родственников тело было перевезено в Ташкент и похоронено на Чигатайском кладбище.
Послужил прототипом положительного героя, секретаря райкома Джурабаева в романах Шарафа Рашидова «Победители» (1951) и «Сильнее бури» (1958). Именем М. Н. Джурабаева названа средняя школа г. Термеза в Узбекистане.

## Награды и звания
- орден Ленина
- четыре ордена Трудового Красного Знамени (в т.ч. 21.01.1956[1]; 11.01.1957)
- орден «Знак Почёта»
- медали